# 18 and Life
18 and Life ist ein Lied und die zweite Single der US-amerikanischen Hard-Rock-Band Skid Row aus dem Jahr 1989.

## Hintergrund
Der Song wurde von Rachel Bolan und Dave Sabo geschrieben. Produziert wurde er von Michael Wagener. Er erschien im Juni 1989 bei Atlantic Records als Single. Der Titel des Liedes verweist bereits auf die Hauptfigur des Songtextes, den 18-jährigen Ricky, der wegen Mordes an einem anderen Teenager zu einer lebenslangen Haftstrafe verurteilt wird. Das Lied stellt Rickys Jugend als sein Verderben dar. Einer Interpretation zufolge wurde Gitarrist Dave Sabo durch einen Zeitungsartikel über einen 18-Jährigen namens Ricky, der zu lebenslanger Haft verurteilt wurde, weil er seinen Freund mit einer Waffe ermordet hatte, die er unter dem Einfluss von Alkohol nicht geladen wähnte, inspiriert. In einem Interview mit dem Professor of Rock gibt Sabo jedoch an, dass die ursprüngliche Inspiration das Leben seines Bruders Rick nach dessen Rückkehr aus Vietnam war. Der Schreibprozess führte schließlich dazu, dass das Lied von einem versehentlichen Mord handelte. Darauf spielt auch das Musikvideo an. Das zugehörige Musikvideo zum Song wurde häufig bei MTV gespielt.
2015 erschien eine Wiederveröffentlichung der Single mit dem zu dieser Zeit aktuellen Sänger der Band, Tony Harnell.

## Charts und Chartplatzierungen
| ChartsChartplatzierungen       | Höchstplatzierung | Wochen |
| ------------------------------ | ----------------- | ------ |
| Vereinigtes Königreich (OCC)   | 12 (36 Wo.)       | 36     |
| Vereinigte Staaten (Billboard) | 4 (20 Wo.)        | 20     |